# 49-я механизированная бригада
49-я механизированная Каменец-Подольская орденов Богдана Хмельницкого и Кутузова бригада — механизированная бригада Красной армии в годы Великой Отечественной войны.
Сокращённое наименование — 49 мехбр.

## История формирования
49-я механизированная бригада сформирована на основании директивы НКО СССР № орг/2/788483 от 6 сентября 1942 года и директивы Военного совета МВО № 16131 от 7 сентября 1942 года, по штатам мотострелковой бригады № 010/370 — 010/380, с добавлением 46-го танкового полка, штат № 010/292. Формирование бригады проходило с 15 сентября по 25 октября 1942 года в Горьковском учебном автобронетанковом центре, в городе Дзержинск Горьковской области. Укомплектована на две трети моряками прибывшими с Тихоокеанского флота.
На основании шифрограммы начальника Главного управления формирования БТ и МВ КА № УФ2/643 от 2 апреля 1943 года бригада была переведена на штаты № 010/420 — 010/431, 010/414

## Боевой путь бригады в годы Великой Отечественной войны
Период вхождения в действующую армию: 1 ноября 1942 — 9 марта 1943 года, 20 июля 1943 — 19 сентября 1943 года, 27 февраля 1944 — 17 марта 1945 года.
1 ноября 1942 года бригада прибыла в район деревни Турдей Тульской области и вошла в состав 5-го механизированного корпуса Брянского фронта. С 1 по 26 ноября бригада находилась в резерве фронта, проводила боевое сколачивание подразделений.
26 ноября 1942 года бригада произвела погрузку на станции Сафоновка и 4 декабря разгрузилась на станциях Раковка и Себряково Сталинградской области, где вошла в состав Юго-Западного фронта и в составе 5-го механизированного корпуса участвовала в контрнаступлении под Сталинградом.
Совершив комбинированный марш, к рассвету 10 декабря 1942 года бригада сходу вступила в бой в районе хутора Нижнеосиновский Кагановичского района. Бригада, форсировав реку Чир, овладела хутором Нижне-Калиновка, чем создала плацдарм на правом берегу реки для наступления частей 5-го мехкорпуса.
Бригада в составе 6-го гвардейского механизированного корпуса участвовала в операциях:
- Орловской наступательной операции (операция «Кутузов») [12.07.1943 — 18.08.1943]
- Проскуровско-Черновицкой наступательной операции [04.03.1944 — 17.04.1944]
  - В ходе Проскуровско-Черновицкой наступательной операции участвовала в освобождении городов:
    - Скалат. Освобождён 21 марта 1944 г.
    - Каменец-Подольск (Каменец-Подольский). Освобождён 26 марта 1944 г.
- Львовско-Сандомирской наступательной операции [13.07.1944 — 29.08.1944]
  - В ходе Львовско-Сандомирской наступательной операции участвовала в освобождении городов:
    - Перемышляны. Освобождён 20 июля 1944 г
    - Львов. Освобождён 27 июля 1944 г.
    - Комарно. Освобождён 29 июля 1944 г.
- Сандомирско-Силезской наступательной операции [12.01.1945 — 03.02.1945]
- Нижнесилезской наступательной операции [08.02.1945 — 24.02.1945]
- Верхнесилезской наступательной операции [15.03.1945 — 31.03.1945]

На основании приказа НКО СССР № 050 от 17 марта 1945 года 49-я механизированная Каменец-Подольская орденов Богдана Хмельницкого и Кутузова бригада преобразована в гвардейскую. Директивой Генштаба КА № орг/4/83437 от 4 апреля 1945 года бригаде был присвоен новый номер 35-я гвардейская механизированная Каменец-Подольская орденов Богдана Хмельницкого и Кутузова бригада.

## Состав бригады
На момент формирования:
- Управление бригады (штат № 010/370)
- 1-й мотострелковый батальон (штат № 010/371)
- 2-й мотострелковый батальон (штат № 010/371)
- 3-й мотострелковый батальон (штат № 010/371)
- Миномётный батальон (штат № 010/372)
- Артиллерийский дивизион (штат № 010/373)
- Зенитный артиллерийский дивизион (штат № 010/374)
- Рота ПТР (штат № 010/375)
- Рота автоматчиков (штат № 010/376)
- Разведывательная рота (штат № 010/377)
- Рота управления (штат № 010/378)
- Рота технического обеспечения (штат № 010/379)
- Медико-санитарный взвод (штат № 010/380)
- 46-й танковый полк (штат № 010/292)

С 2 апреля 1943 года:
- Управление бригады (штат № 010/420)
- 1-й мотострелковый батальон (штат № 010/421)
- 2-й мотострелковый батальон (штат № 010/421)
- 3-й мотострелковый батальон (штат № 010/421)
- Миномётный батальон (штат № 010/422)
- Артиллерийский дивизион (штат № 010/423)
- Рота ПТР (штат № 010/424)
- Рота автоматчиков (штат № 010/425)
- Разведывательная рота (штат № 010/426)
- Рота управления (штат № 010/427)
- Рота техобеспечения (штат № 010/428)
- Инженерно-минная рота (штат № 010/429)
- Автомобильная рота (штат № 010/430)
- Медико-санитарный взвод (штат № 010/431)
- Зенитно-пулемётная рота (штат № 010/451)
- 46-й танковый полк (штат № 010/414) (до 05.05.1943)
- 127-й танковый полк (штат № 010/414) (с 19.06.1943[7])

## Подчинение
| Подчинение     | Подчинение                | Подчинение                     | Подчинение                              | Подчинение |
| Дата           | Фронт (округ)             | Армия                          | Корпус                                  | Примечания |
| -------------- | ------------------------- | ------------------------------ | --------------------------------------- | ---------- |
| 1.10.1942 года | Московский военный округ  | окружного подчинения           | 5-й механизированный корпус             | -          |
| 1.11.1942 года | Брянский фронт            | фронтового подчинения          | 5-й механизированный корпус             | -          |
| 1.12.1942 года | Юго-Западный фронт        | фронтового подчинения          | 5-й механизированный корпус             | -          |
| 1.01.1943 года | Юго-Западный фронт        | 5-я танковая армия             | 5-й механизированный корпус             | -          |
| 1.02.1943 года | Юго-Западный фронт        | 5-я танковая армия             | 5-й механизированный корпус             | -          |
| 1.03.1943 года | Юго-Западный фронт        | фронтового подчинения          | 5-й механизированный корпус             | -          |
| 1.04.1943 года | Приволжский военный округ | окружного подчинения           | 5-й механизированный корпус             | -          |
| 1.05.1943 года | Резерв Ставки ВГК         | -                              | -                                       | -          |
| 1.06.1943 года | Резерв Ставки ВГК         | -                              | -                                       | -          |
| 1.07.1943 года | Московский военный округ  | окружного подчинения           | 6-й гвардейский механизированный корпус | -          |
| 1.08.1943 года | Брянский фронт            | 4-я танковая армия             | 6-й гвардейский механизированный корпус | -          |
| 1.09.1943 года | Брянский фронт            | 4-я танковая армия             | 6-й гвардейский механизированный корпус | -          |
| 1.10.1943 года | Резерв Ставки ВГК         | 4-я танковая армия             | 6-й гвардейский механизированный корпус | -          |
| 1.11.1943 года | Резерв Ставки ВГК         | 4-я танковая армия             | 6-й гвардейский механизированный корпус | -          |
| 1.12.1943 года | Резерв Ставки ВГК         | 4-я танковая армия             | 6-й гвардейский механизированный корпус | -          |
| 1.01.1944 года | Резерв Ставки ВГК         | 4-я танковая армия             | 6-й гвардейский механизированный корпус | -          |
| 1.02.1944 года | Резерв Ставки ВГК         | 4-я танковая армия             | 6-й гвардейский механизированный корпус | -          |
| 1.03.1944 года | 1-й Украинский фронт      | 4-я танковая армия             | 6-й гвардейский механизированный корпус | -          |
| 1.04.1944 года | 1-й Украинский фронт      | 4-я танковая армия             | 6-й гвардейский механизированный корпус | -          |
| 1.05.1944 года | 1-й Украинский фронт      | 4-я танковая армия             | 6-й гвардейский механизированный корпус | -          |
| 1.06.1944 года | 1-й Украинский фронт      | 4-я танковая армия             | 6-й гвардейский механизированный корпус | -          |
| 1.07.1944 года | 1-й Украинский фронт      | 4-я танковая армия             | 6-й гвардейский механизированный корпус | -          |
| 1.08.1944 года | 1-й Украинский фронт      | 4-я танковая армия             | 6-й гвардейский механизированный корпус | -          |
| 1.09.1944 года | 1-й Украинский фронт      | 4-я танковая армия             | 6-й гвардейский механизированный корпус | -          |
| 1.10.1944 года | 1-й Украинский фронт      | 4-я танковая армия             | 6-й гвардейский механизированный корпус | -          |
| 1.11.1944 года | 1-й Украинский фронт      | 4-я танковая армия             | 6-й гвардейский механизированный корпус | -          |
| 1.12.1944 года | 1-й Украинский фронт      | 4-я танковая армия             | 6-й гвардейский механизированный корпус | -          |
| 1.01.1945 года | 1-й Украинский фронт      | 4-я танковая армия             | 6-й гвардейский механизированный корпус | -          |
| 1.02.1945 года | 1-й Украинский фронт      | 4-я танковая армия             | 6-й гвардейский механизированный корпус | -          |
| 1.03.1945 года | 1-й Украинский фронт      | 4-я танковая армия             | 6-й гвардейский механизированный корпус | -          |
| 1.04.1945 года | 1-й Украинский фронт      | 4-я гвардейская танковая армия | 6-й гвардейский механизированный корпус | -          |

## Командование бригады

### Командиры бригады
- Гречкин, Сергей Павлович (17.09.1942 — 09.01.1943), полковник (убит в бою);
- Карась, Тихон Георгиевич (10.01.1943 — 22.02.1943), подполковник (ВРИД);
- Климачев, Григорий Степанович (22.02.1943 — 07.07.1943), полковник (отстранён);
- Жабо, Владимир Владиславович (07.07.1943 — 08.08.1943), подполковник (убит в бою);
- Туркин, Пётр Никитович (08.08.1943 — 10.02.1945), подполковник;
- Селиванчик, Николай Яковлевич (10.02.1945 — 17.03.1945), полковник[9][10]

### Заместители командира бригады по строевой части
- Туркин Пётр Никитович ( — 08.08.1943), подполковник;
- Старовойт Григорий Васильевич (05.05.1944 — 17.03.1945), подполковник[11]

### Заместители командира по политической части
- Голышев Иван Иванович (18.09.1942 — 01.01.1943), старший батальонный комиссар, подполковник (тяжело ранен);
- Краснов, Григорий Корнеевич (1943), майор[12]

### Начальники штаба бригады
- Остроброд Яков Исакович (18.09.1942 — 12.12.1942), капитан (убит в бою);
- Поляков Борис Николаевич (10.01.1943 — 12.03.1943), капитан;
- Лазарев Михаил Васильевич (13.03.1943 — 07.07.1943), майор, (отстранён);
- Старовойт Григорий Васильевич (07.07.1943 — 05.05.1944), майор, подполковник;
- Архипов Аркадий Афанасьевич (05.05.1944 — 17.03.1945), майор, подполковник[13][14]

### Начальник политотдела, заместитель командира по политической части
- Лебедев (18.09.1942 —), батальонный комиссар;
- Скряго Афанасий Георгиевич (07.1943 — 17.03.1945), подполковник[11]

## Награды и наименования
| Награды и почётные наименования            | Дата награждения                                                             | За что получена |
| ------------------------------------------ | ---------------------------------------------------------------------------- | --- |
| Почётное наименование «Каменец-Подольская» | присвоено приказом Верховного главнокомандующего № 078 от 3 апреля 1944 года | за отличия в боях с немецкими захватчиками за освобождение городов Проскуров, Каменец-Подольск, Чертков, Гусятин и Залещики                                        |
| Орден Богдана Хмельницкого I степени       | награждена указом Президиума Верховного Совета СССР от 10 августа 1944 года  | за образцовое выполнение заданий командования в боях с немецкими захватчиками, за овладение городом Львов и проявленные при этом доблесть и мужество               |
| Орден Кутузова II степени                  | награждена указом Президиума Верховного Совета СССР от 19 февраля 1945 года  | за образцовое выполнение заданий командования в боях с немецкими захватчиками, за овладение городом Питрокув (Петроков) и проявленные при этом доблесть и мужество |

## Отличившиеся воины
| Награда | Ф. И.О                        | Должность                                                   | Звание            | Дата награждения    | Примечания |
| ------- | ----------------------------- | ----------------------------------------------------------- | ----------------- | ------------------- | ---------- |
|         | Терещенко, Василий Степанович | командир танкового взвода Т-34 127-го танкового полка       | младший лейтенант | 10 апреля 1945 года |            |
|         | Венгер, Константин Степанович | механик-водитель танка Т-34 127-го танкового полка          | старший сержант   | 4 марта 1945 года   |            |
|         | Тепцов, Константин Иванович   | наводчик 76-мм орудия 2-й батареи артиллерийского дивизиона | младший сержант   | 10 апреля 1945 года |            |